# Ошлобени (Њамц)
Ошлобени (рум. Oșlobeni) насеље је у Румунији у округу Њамц у општини Бодешти-Пречиста. Oпштина се налази на надморској висини од 428 m.

## Становништво
Према подацима из 2002. године у насељу је живело 1018 становника, од којих су сви румунске националности.